# Phanerosorus
Phanerosorus är ett släkte av ormbunkar. Phanerosorus ingår i familjen Matoniaceae.
Kladogram enligt Catalogue of Life:
| Phanerosorus | \| \| Phanerosorus major \| \| \| \| \| \| Phanerosorus sarmentosus \| \| \| \| |
|              | \| \| Phanerosorus major \| \| \| \| \| \| Phanerosorus sarmentosus \| \| \| \| |
|              | Matonia                                                                         |
|              |                                                                                 |
|              | Phanerosorus major                                                              |
|              |                                                                                 |
|              | Phanerosorus sarmentosus                                                        |
|              |                                                                                 |

|  | Phanerosorus major       |
|  |                          |
|  | Phanerosorus sarmentosus |
|  |                          |